# 2. ŽNL Dubrovačko-neretvanska 2013./14.
2. ŽNL Dubrovačko-neretvanska u sezoni 2013./14. je predstavljala drugi rang županijske lige u Dubrovačko-neretvanskoj županiji, te ligu petog ranga hrvatskog nogometnog prvenstva. 
Sudjelovalo je sedam klubova, a prvak je bilo Žrnovo.

## Sustav natjecanja
Sedam klubova je igralo dvokružnim liga-sustavom (14 kola, 12 utakmica po momčadi).

## Momčadi
- Enkel – Popovići
- Faraon – Trpanj
- Jadran 1929 – Smokvica
- Ponikve – Ponikve
- Putniković – Putniković
- Rat – Kuna Pelješka
- Žrnovo – Žrnovo

## Ljestvica
| Poz. | Momčad               | U  | P | N | I | G+ | G– | G+/– | Bod. | Nastavak natjecanja ili ispadanje |
| ---- | -------------------- | -- | - | - | - | -- | -- | ---- | ---- | --------------------------------- |
| 1.   | Žrnovo (P)           | 12 | 9 | 2 | 1 | 29 | 11 | +18  | 29   | 1. ŽNL                            |
| 2.   | Enkel                | 12 | 6 | 3 | 3 | 27 | 16 | +11  | 21   |                                   |
| 3.   | Jadran 1929 Smokvica | 12 | 5 | 5 | 2 | 22 | 12 | +10  | 20   |                                   |
| 4.   | Faraon               | 12 | 4 | 4 | 4 | 22 | 19 | +3   | 16   |                                   |
| 5.   | Putniković           | 12 | 3 | 2 | 7 | 14 | 28 | −14  | 11   |                                   |
| 6.   | Rat                  | 12 | 3 | 2 | 7 | 15 | 34 | −19  | 11   |                                   |
| 7.   | Ponikve              | 12 | 2 | 2 | 8 | 17 | 26 | −9   | 8    |                                   |

## Rezultatska križaljka
| kratica | klub            | ENK | FAR | JAD | PON      | PUT | RAT | ŽRN |
| --- | --------------- | --- | --- | --- | -------- | --- | --- | --- |
| ENK | Enkel Popovići  |     | 1:0 | 1:1 | 4:1      | 3:0 | 8:0 | 0:0 |
| FAR | Faraon Trpanj   | 3:1 |     | 0:0 | 1:1      | 8:1 | 0:0 | 1:3 |
| JAD | Jadran Smokvica | 3:0 | 4:0 |     | 3:0 p.f. | 3:0 | 3:0 | 1:4 |
| PON | Ponikve         | 2:3 | 4:0 | 1:1 |          | 1:2 | 2:0 | 0:1 |
| PUT | Putniković      | 0:0 | 1:2 | 1:1 |          |     | 0:1 | 3:0 |
| RAT | Rat Kuna        | 2:4 | 2:6 | 2:2 | 3:1      | 5:4 |     | 0:1 |
| ŽRN | Žrnovo          | 4:2 | 1:1 |     | 6:3      | 3:0 |     |     |
| |                 |     |     |     |          |     |     |     |
| podebljan rezultat - utakmice od 1. do 7. kola (1. utakmica između klubova) rezultat normalne debljine - utakmice od 8. do 14. kola (2. utakmica između klubova) rezultat nakošen - nije vidljiv redoslijed odigravanja međusobnih utakmica iz dostupnih izvora rezultat nakošen i smanjen * - iz dostupnih izvora nije uočljiv domaćin susreta prekrižen rezultat - poništena ili brisana utakmica p - utakmica prekinuta 3:0 p.f. / 0:3 p.f. - rezultat 3:0 bez borbe |                 |     |     |     |          |     |     |     |

Izvori: 

## Poveznice
- Županijski nogometni savez Dubrovačko-neretvanske županije
- 2. ŽNL Dubrovačko-neretvanska